# Merwin, Hulbert & Co.

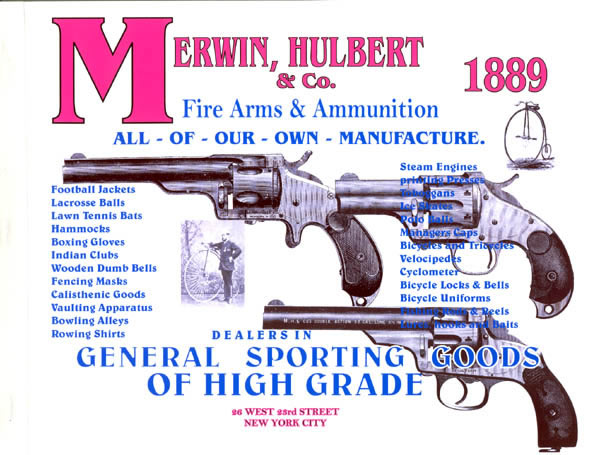
Merwin & Hulbert (1889)

Merwin, Hulbert & Co. war ein von 1874 bis 1891 existierender US-amerikanischer Waffenhersteller mit Sitz in New York City und galt Ende des 19. Jahrhunderts als nach Smith & Wesson, Colt und Remington viertgrößte US-Revolvermarke.

## Geschichte
1856 begann Joseph Merwin in New York Revolver und Gewehre verschiedener Firmen zu verkaufen. Nach Gründung von Merwin & Bray in den späten 1850ern gewann er 1874 die Brüder William und Milan Hulbert als Partner, so dass sie nun als Merwin, Hulbert & Co. firmierten.
Merwin war bis zu seinem Tod 1888 technischer Leiter der Firma und entwickelte maßgeblich die verkauften Waffen bzw. Revolver. Die Hulbert-Brüder finanzierten das Geschäft auch über ihren Vater, einen der Direktoren der New York Life. Nach 1888 produzierte die Merwin, Hulbert & Co. nur noch die bereits entwickelten Modelle und ging schließlich 1891 bankrott. Als Nachfolgegesellschaft trat die Hulbert Brothers auf, die jedoch wenige Jahre später abgewickelt wurde. Danach produzierte die einstige Tochtergesellschaft Hopkins & Allen Mfg. (Merwin, Hulbert & Co. hielt einen 50-prozentigen Anteil) – infolge der Insolvenzen auch Patenteigner – weiter, bis sie 1917 von Rockwell aufgekauft wurde. 2007 gründete Michael H. Blank die Merwin, Hulbert & Co. neu, mit dem Ziel originalgetreue Repliken der Revolver der ursprünglichen Firma herzustellen.

## Produkte
Merwin, Hulbert & Co. stellte hauptsächlich Revolver, aber auch Munition, Angel-, Baseball-, Box-, Tennis- und Fechtausrüstung, her.

### Revolver
Die Revolver der Merwin, Hulbert & Co. waren grundsätzlich in zwei Ausführungen erhältlich:
- Frontier, mit eckigem Griffende
- Pocket Army mit "skull-cracker"-Haken am Griffende

Die Ornamente der Revolver waren nicht wie bei den meisten damals in den USA hergestellten graviert, sondern punziert bzw. ziseliert.
Ebenfalls einzigartig für amerikanische Revolver war das Auswurfsystem für Patronen: Die Trommel wurde nach Drücken eines Knopfes samt Lauf nach vorne gezogen und die leeren und daher kürzeren Patronen fielen von selbst heraus.
Die Evolution der Revolver der Merwin, Hulbert & Co. lässt sich in vier Generationen unterteilen:

#### 1. und 2. Generation
Die erste Generation wurde nur in Frontier-Ausführung hergestellt, die zweite war daneben auch als Pocket-Army-Variante erhältlich. Die Waffen der ersten beiden Generationen wurden ausschließlich mit Single-Action-Abzug gefertigt. Eine Besonderheit dabei war der offene Rahmen über der Trommel der Revolver der ersten und zweiten Generation.
Als "First Model Army" mit Kaliber .44 wurden um 1880 über 10.000 Exemplare der zweiten Generation an die russische Armee verkauft.

#### 3. und 4. Generation
Die Revolver der dritten Generation waren die ersten, die die Firma mit Double-Action-Abzug und Single-Action-Abzug verkaufte.
Bei diesen späteren Revolvern war der Lauf nach einem Patent Merwins von 1882 austauschbar, so konnte z. B. der 3,5-Zoll-Lauf (8,89 cm) durch einfaches Abziehen nach Drücken zweier Knöpfe entfernt und durch Aufstecken eines 7-Zoll-Laufs (17,78 cm) ersetzt werden.

### Bekannte Kunden
- Porfirio Díaz
- Wyatt Earp
- Pat Garrett
- Jesse James
- Pancho Villa